# Érize-Saint-Dizier
Pour les articles homonymes, voir Érize et Saint-Dizier (homonymie).
Érize-Saint-Dizier est une commune française située dans le département de la Meuse, en région Grand Est.

## Géographie

### Communes limitrophes
Le territoire de la commune est limitrophe de cinq communes.  
|                 | Rumont             | Lavallée |
| Naives-Rosières | Érize-Saint-Dizier |          |
|                 | Loisey             | Géry     |

### Hydrographie
La commune est traversée par la ligne de partage des eaux entre les régions hydrographiques « la Seine de sa source au confluent de l'Oise (exclu) » et « la Seine du confluent de l'Oise (inclus) à l'embouchure » au sein du bassin Seine-Normandie. Elle est drainée par l'Ezrule,.
L'Ezrule, d'une longueur de 18 km, prend sa source dans la commune  et se jette  dans l'Aire à Chaumont-sur-Aire, après avoir traversé six communes. 

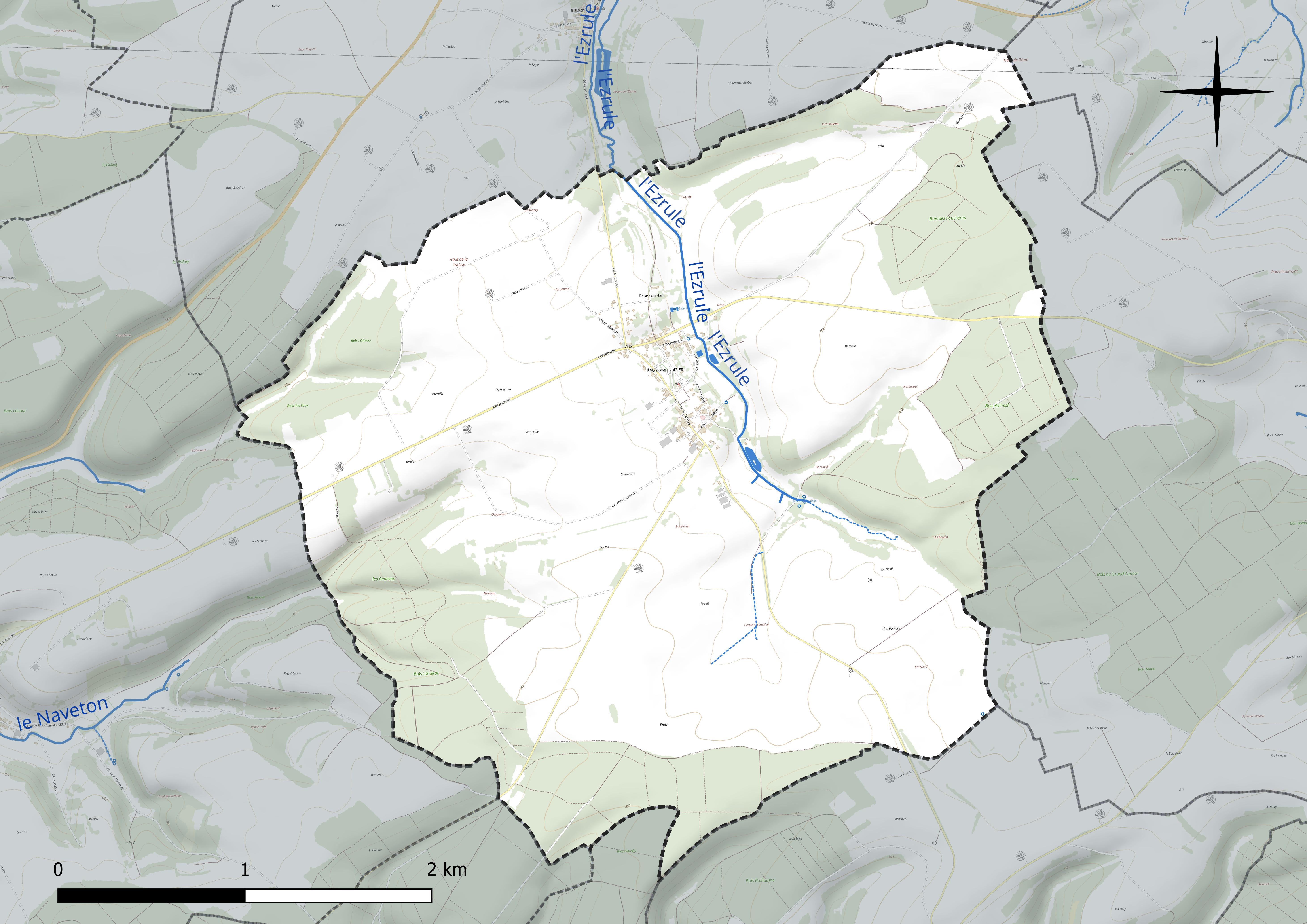
Réseau hydrographique d'Érize-Saint-Dizier.

### Climat
Pour des articles plus généraux, voir Climat du Grand Est et Climat de la Meuse.
En 2010, le climat de la commune est de type climat de montagne, selon une étude du Centre national de la recherche scientifique s'appuyant sur une série de données couvrant la période 1971-2000. En 2020, Météo-France publie une typologie des climats de la France métropolitaine dans laquelle la commune est exposée à un climat océanique altéré et est dans la région climatique  Lorraine, plateau de Langres, Morvan, caractérisée par un hiver rude (1,5 °C), des vents modérés et des brouillards fréquents en automne et hiver. 
Pour la période 1971-2000, la température annuelle moyenne est de 9,4 °C, avec une amplitude thermique annuelle de 15,9 °C. Le cumul annuel moyen de précipitations est de 1 083 mm, avec 14 jours de précipitations en janvier et 9,9 jours en juillet. Pour la période 1991-2020, la température moyenne annuelle observée sur la station météorologique de Météo-France la plus proche, « Behonne_sapc », sur la commune de Behonne à 8 km à vol d'oiseau, est de 11,0 °C et le cumul annuel moyen de précipitations est de 855,7 mm. 
La température maximale relevée sur cette station est de 40,4 °C, atteinte le 25 juillet 2019 ; la température minimale est de −16,4 °C, atteinte le 20 décembre 2009,,. 
Les paramètres climatiques de la commune ont été estimés pour le milieu du siècle (2041-2070) selon différents scénarios d'émission de gaz à effet de serre à partir des nouvelles projections climatiques de référence DRIAS-2020. Ils sont consultables sur un site dédié publié par Météo-France en novembre 2022.

## Urbanisme

### Typologie
Au 1er janvier 2024, Érize-Saint-Dizier est catégorisée commune rurale à habitat dispersé, selon la nouvelle grille communale de densité à sept niveaux définie par l'Insee en 2022.
Elle est située hors unité urbaine. Par ailleurs la commune fait partie de l'aire d'attraction de Bar-le-Duc, dont elle est une commune de la couronne,. Cette aire, qui regroupe 86 communes, est catégorisée dans les aires de 50 000 à moins de 200 000 habitants,.

### Occupation des sols
L'occupation des sols de la commune, telle qu'elle ressort de la base de données européenne d’occupation biophysique des sols Corine Land Cover (CLC), est marquée par l'importance des territoires agricoles (66,9 % en 2018), en diminution par rapport à 1990 (69,1 %). La répartition détaillée en 2018 est la suivante : 
terres arables (44 %), forêts (30,7 %), prairies (22,9 %), zones urbanisées (2,4 %). L'évolution de l’occupation des sols de la commune et de ses infrastructures peut être observée sur les différentes représentations cartographiques du territoire : la carte de Cassini (XVIIIe siècle), la carte d'état-major (1820-1866) et les cartes ou photos aériennes de l'IGN pour la période actuelle (1950 à aujourd'hui).

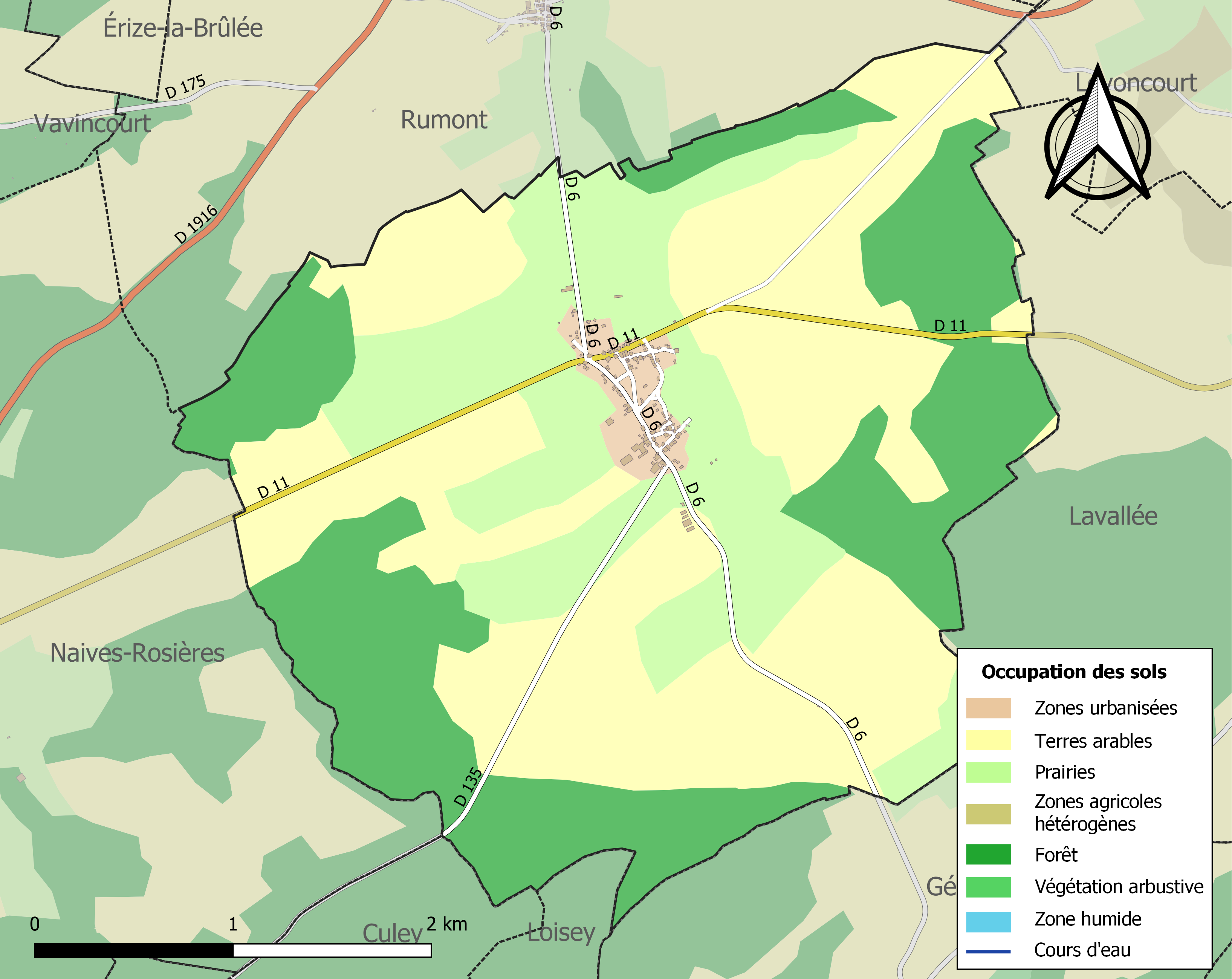
Carte des infrastructures et de l'occupation des sols de la commune en 2018 (CLC).

## Toponymie

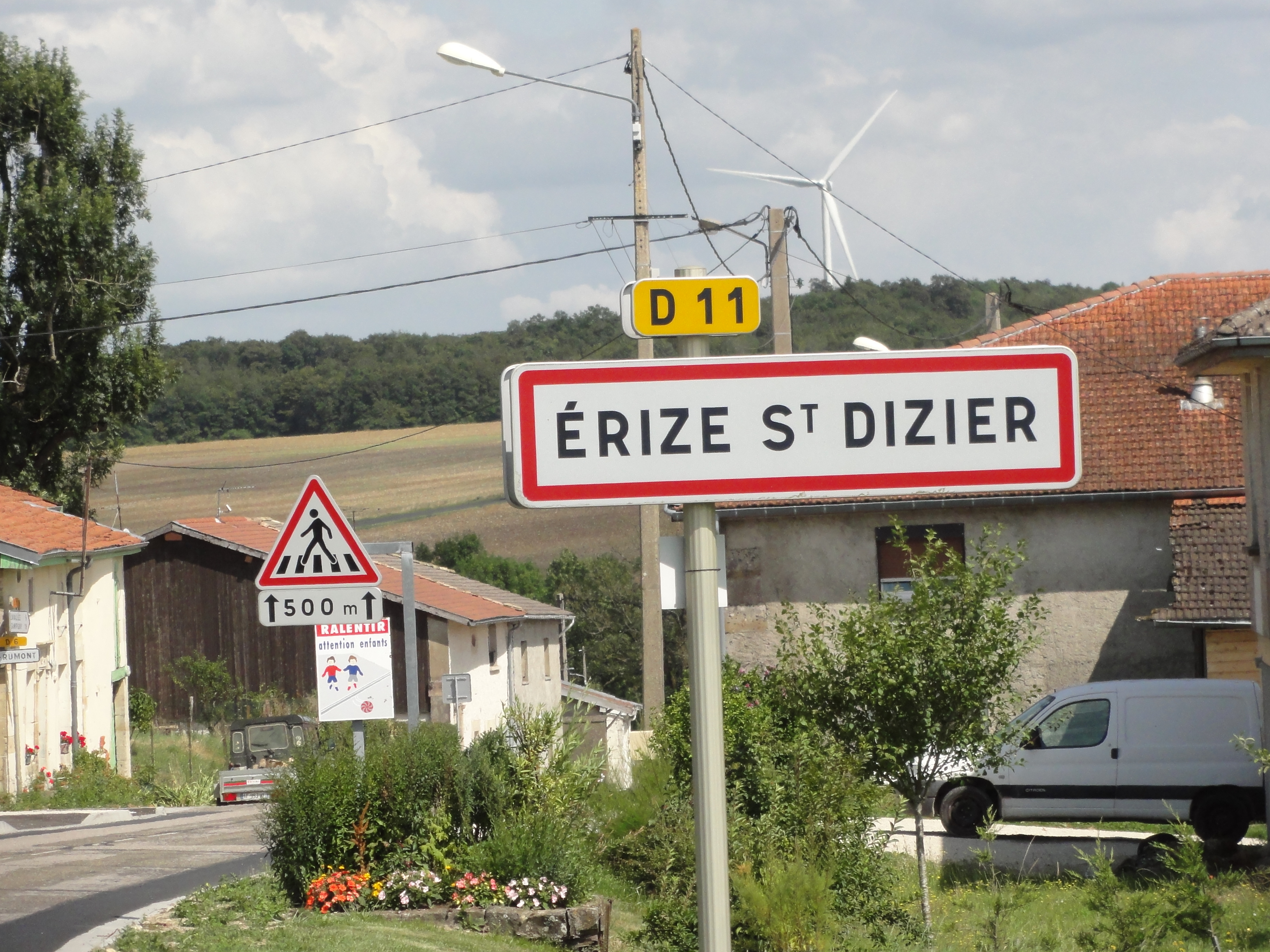
Entrée d'Érize-Saint-Dizier.

Le nom de la localité est attesté sous les formes Herisia-sancti-Desiderii (1402) ; Érize-sainct-Dizier (1579) ; Herisia-Desyderiana (1580) ; Érise-saint-Dizier, Erisia de Sancto-Desiderio (1711) ; Érise-saint-Dizier ou Franquemont (1749) ; Erizia ou Ericia de Sancto-Desiderio (1756).

Forme ancienne herisia, qui a pour origine la base hydronymique de la rivière qui la traverse *ar. Erisia, de *ar suivi du suffixe -itia.

Saint-Dizier est hagiotoponyme qui fait référence à un des Saint Didier.

## Histoire
Attaquée en 1423 par La Hire, Jean Raoulet et Perrin de Montdoré, Érize subit d'importantes destructions. Ce qui lui vaut (ainsi que Aulney, Condé et Domrémy) une exemption de la taille. On dénombrait 40 habitants en 1749 sur les deux hameaux constituant Érize.

## Politique et administration

### Liste des maires
| Période                                  | Période  | Identité                                        | Étiquette | Qualité      |
| ---------------------------------------- | -------- | ----------------------------------------------- | --------- | ------------ |
| Les données manquantes sont à compléter. |          |                                                 |           |              |
| mars 2001                                | En cours | Marcel Chavrelle Réélu pour le mandat 2020-2026 |           | Ancien cadre |

### Politique environnementale
Le parc éolien de Haut de Bâne, mis en service en octobre 2006 par Maïa Eolis, est situé sur le territoire de la commune et celui voisin de Rumont. Composé de 6 éoliennes, il développe une puissance totale de 12 MW et produit 22,6 GWh par an,. Un deuxième parc éolien est installé en novembre 2008 par EDF sur le seul territoire de la commune. Composé de 5 éoliennes, il développe une puissance totale de 11,5 MW.

## Population et société

### Démographie
L'évolution du nombre d'habitants est connue à travers les recensements de la population effectués dans la commune depuis 1793. Pour les communes de moins de 10 000 habitants, une enquête de recensement portant sur toute la population est réalisée tous les cinq ans, les populations de référence des années intermédiaires étant quant à elles estimées par interpolation ou extrapolation. Pour la commune, le premier recensement exhaustif entrant dans le cadre du nouveau dispositif a été réalisé en 2006.

En 2022, la commune comptait 193 habitants, en évolution de +1,05 % par rapport à 2016 (Meuse : −4,4 %, France hors Mayotte : +2,11 %).
| 1793 | 1800 | 1806 | 1821 | 1831 | 1836 | 1841 | 1846 | 1851 |
| ---- | ---- | ---- | ---- | ---- | ---- | ---- | ---- | ---- |
| 248  | 259  | 304  | 352  | 385  | 393  | 384  | 404  | 398  |

| 1856 | 1861 | 1866 | 1872 | 1876 | 1881 | 1886 | 1891 | 1896 |
| ---- | ---- | ---- | ---- | ---- | ---- | ---- | ---- | ---- |
| 367  | 399  | 395  | 285  | 274  | 256  | 239  | 232  | 216  |

| 1901 | 1906 | 1911 | 1921 | 1926 | 1931 | 1936 | 1946 | 1954 |
| ---- | ---- | ---- | ---- | ---- | ---- | ---- | ---- | ---- |
| 218  | 198  | 183  | 157  | 165  | 147  | 135  | 126  | 130  |

| 1962 | 1968 | 1975 | 1982 | 1990 | 1999 | 2006 | 2011 | 2016 |
| ---- | ---- | ---- | ---- | ---- | ---- | ---- | ---- | ---- |
| 102  | 103  | 127  | 133  | 161  | 180  | 183  | 197  | 191  |

| 2021 | 2022 | - | - | - | - | - | - | - |
| ---- | ---- | - | - | - | - | - | - | - |
| 190  | 193  | - | - | - | - | - | - | - |

## Économie

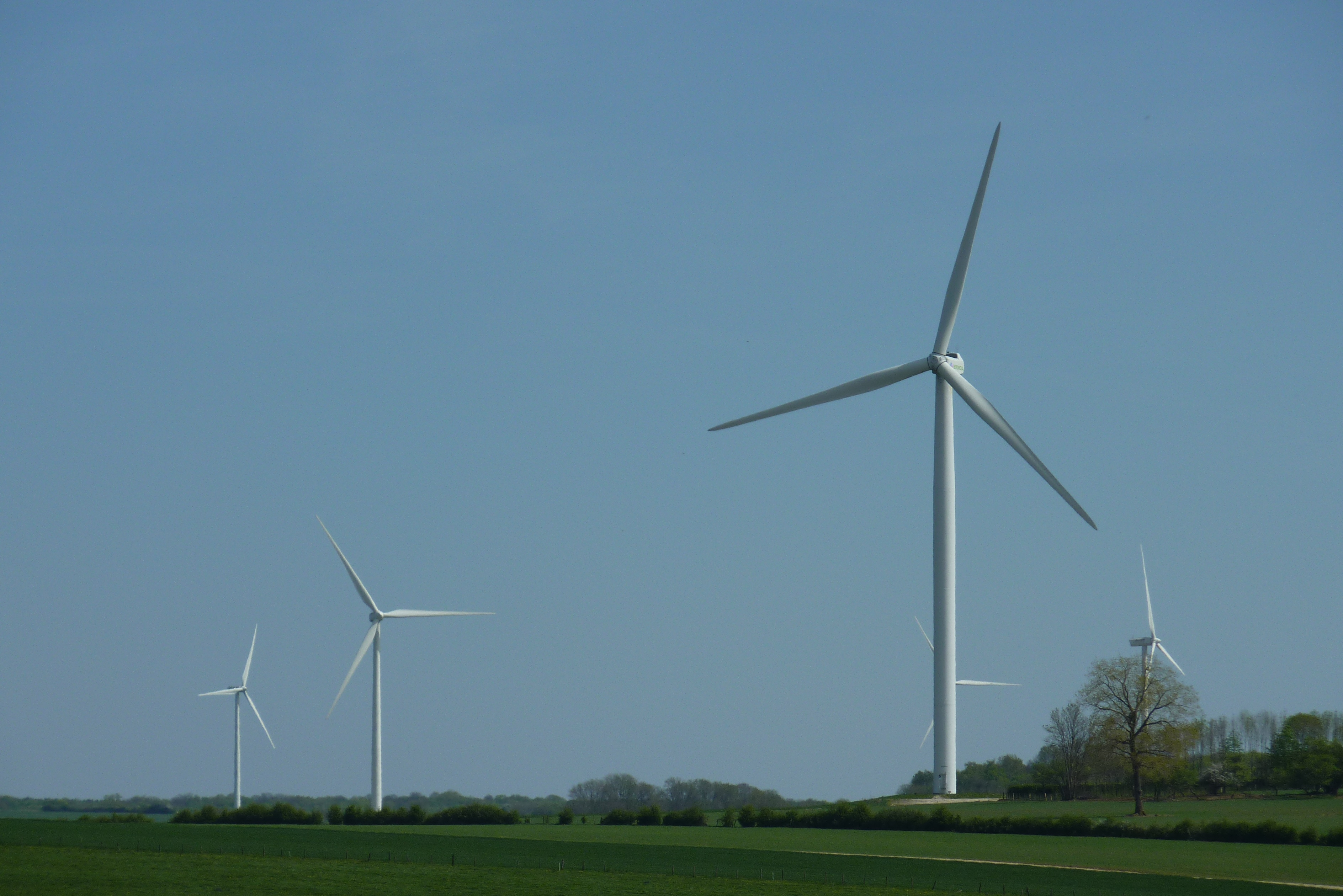
Parc éolien.

- Le parc éolien.

## Culture locale et patrimoine

### Lieux et monuments
- L'église Saint Didier d'Érize-Saint-Didier a été reconstruite fin XVIe siècle, début du XVIIe probablement en 1603. On mentionnait quatre statues des évangélistes dans le chœur et un bel autel en marbre du XVIIIe. Elle sera encore modifiée au XVIIIe siècle (la nef et ses baies) et finalement au XIXe siècle (reprise globale du pignon avec le portail et le porche)[28].
- Il y avait aussi dans la paroisse d'Érize une chapelle fondée sous le vocable de Saint-George.
- Une chapelle seigneuriale existait au château de Francquemont (ancien château du Ham) mais rien n'indique que ces deux chapelles soient les mêmes[29].
- Monument aux morts.
- Croix de chemin.

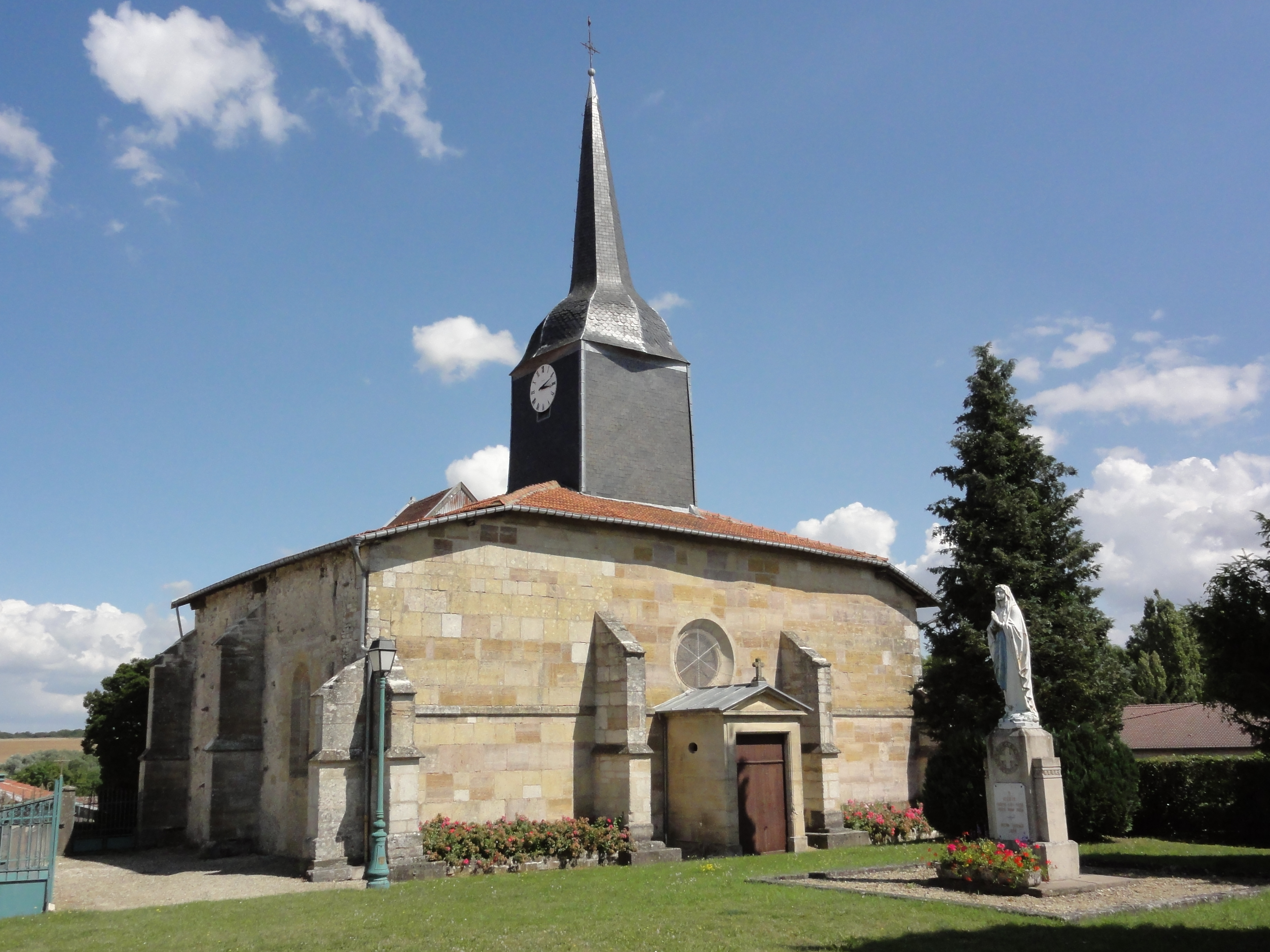
Église Saint-Didier.
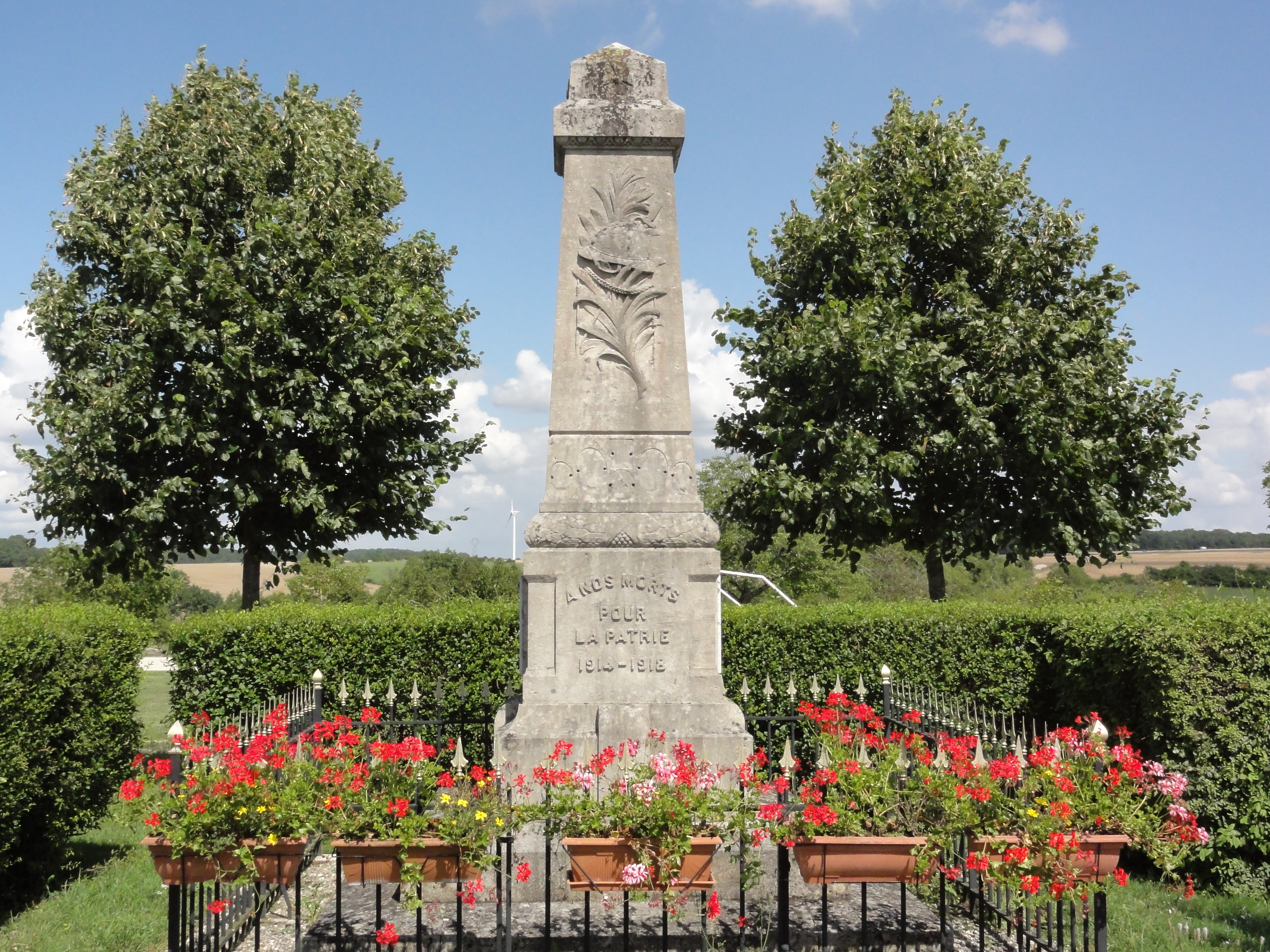
Monument aux morts.
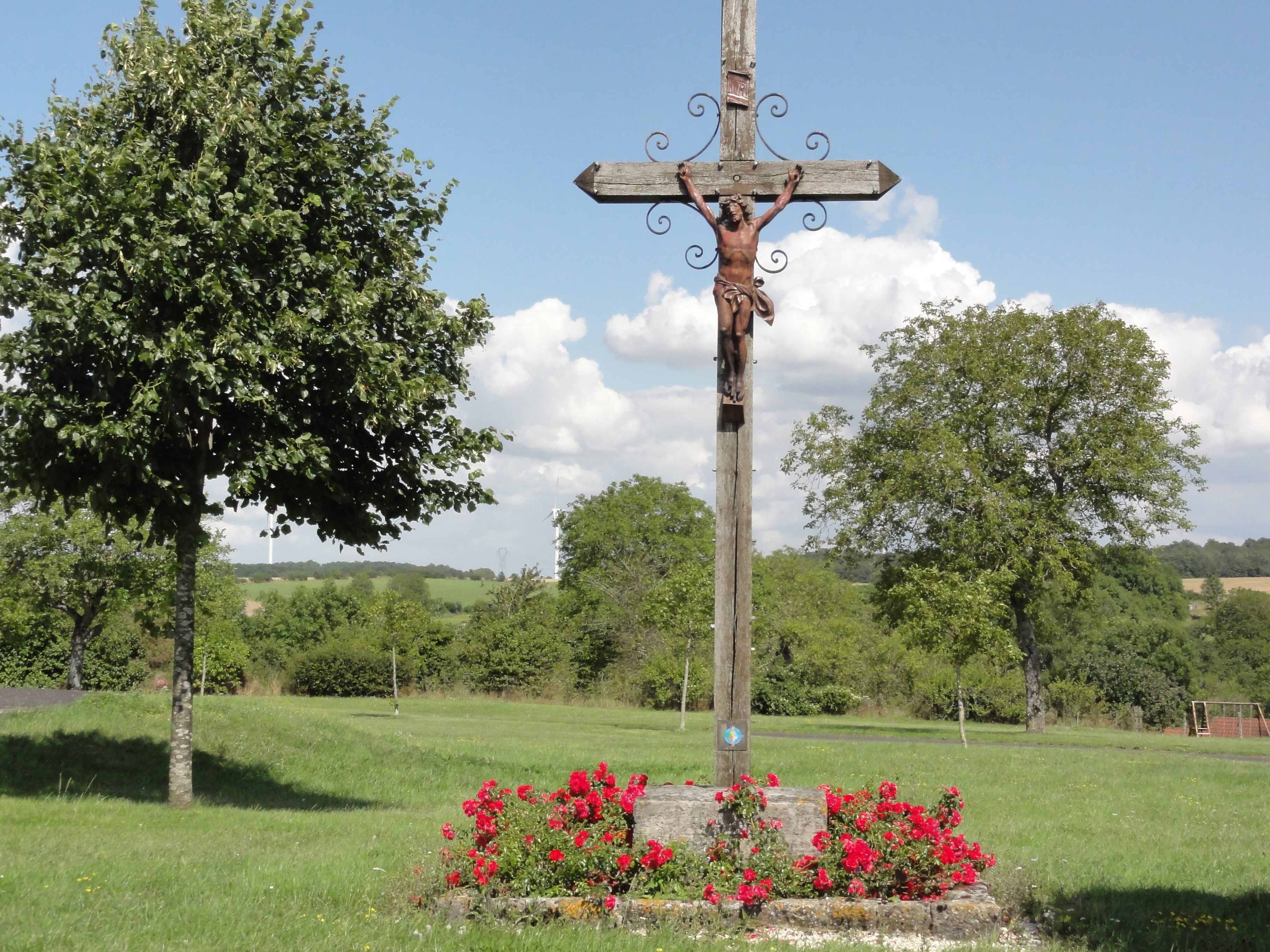
Croix de chemin.

### Héraldique
| Blason de Érize-Saint-Dizier | Blason  | De gueules au diamant d'argent accosté de 2 bars adossés d'or ; au chef d'or au sautoir de gueules.                     |
| Blason de Érize-Saint-Dizier | Détails | Création de R.A. Louis avec les conseils de la Commission Héraldique de l'UCGL. Adopté par la commune en novembre 2012. |

Les armoiries de la maison de Franquemont étaient : de gueules à deux saumons adossés d'or. Celles-ci ont été reprises sur le blason communal.